# Franz Kemser
Franz Kemser   (Garmisch-Partenkirchen, 11 de novembre de 1910 - Garmisch-Partenkirchen, 20 de gener de 1986) fou un pilot de bob alemany que va competir entre les dècades de 1930 i 1950.
El 1952 va prendre part en els Jocs Olímpics d'Hivern d'Oslo, on guanyà la medalla d'or en la prova de bobs a quatre del programa de bob. Formà equip amb Andreas Ostler, Friedrich Kuhn i Lorenz Nieberl. En el seu palmarès també destaquen dues medalles de plata i una de bronze al Campionat del món de bob.